# Chris Welsby
Chris Welsby (ur. w 1948 w Exeter w Wielkiej Brytanii) – brytyjski reżyser filmów eksperymentalnych, autor instalacji filmowych, artysta multimedialny, w latach siedemdziesiątych członek London Film-Makers Co-op (dzis. LUX), współtwórca brytyjskiej sceny kina strukturalnego i rozszerzonego.

## Życie i twórczość
Chris Welsby urodził się w Exeter w Wielkiej Brytanii. Tworzyć i wystawiać zaczął w roku 1969. W latach 1969–1970 studiował malarstwo w Central School of Art w Londynie, w latach 1970–1973 w Chelsea School of Art, a w latach 1973–1975 w Slade School of Fine Art w Londynie (dyplom w 1975), gdzie od 1976 do 1989 pracował jako wykładowca. Od roku 1989 jest profesorem w School for the Contemporary Arts, Simon Fraser University w Vancouver, gdzie mieszka do dziś.

### Wybrane realizacje

#### Park Film
Przez trzy dni, od świtu do zmierzchu, artysta, używając techniki poklatkowej, rejestruje ludzką aktywność w parku. Robi zdjęcie, za każdym razem kiedy ktoś wchodzi w kadr oraz gdy z niego wychodzi. Z tych pojedynczych klatek zbudowany jest ośmiominutowy film.

#### Windmill II
Niemy, ośmiominutowy film ukazuje ludzką aktywność w parku w słoneczny, wietrzny dzień. Przed kamerą zainstalowany jest wiatrak, którego ramiona, działając jak lustra, odbijają obraz. Wiatr wprawia wiatrak w ruch, co powoduje, że pomiędzy ramionami widoczne jest to co przed wiatrakiem, zaś na ich powierzchni, to co za nim (kamera, autor, spacerujący ludzie). Im mocniej wieje wiatr, tym bardziej obie przestrzenie
w filmie zlewają się, co powoduje, że obraz staje się abstrakcyjny.

#### Fforest Bay
Ustawiona na plaży, w małej zatoce kamera obraca się wokół własnej osi. Zdjęcia robione są co 45 stopni (co daje 8 pozycji kamery). Jej obrót odbywa się po osi nachylonej pod kątem 60 stopni do osi ziemskiej, co powoduje, że widoczne są i chmury (widziane od dołu), i zatoka wraz z ludźmi wypoczywającymi na plaży, i powierzchnia wody (widziana z góry). Film kręcony jest metodą poklatkową, z prędkością jednego zdjęcia na sekundę. Przy pierwszym obiegu kamery wokół własnej osi robione jest jedno zdjęcie z każdej z ośmiu pozycji, przy każdym następnym liczba klatek rośnie o jeden, aż poszczególne ujęcia dochodzą do długości 30 klatek (1.25 sekundy filmu). Opisanej wyżej sekwencji towarzyszy, wyraźnie na ekranie widoczny, przypływ morski. Gdy długość poszczególnych ujęć dochodzi do maksimum, przypływ zmienia się w odpływ i nastaje sekwencja druga, w której ilość klatek w każdym ujęciu maleje o jeden, aż dochodzi do minimum, a film się kończy.

#### Tree
W wietrzną pogodę, przymocowana do gałęzi drzewa kamera, rejestruje okoliczny pejzaż. Niemy film składa się z jednego ujęcia o długości czterech minut.

#### Shore line I
Na realizację składa się sześć obróconych o 90 stopni projektorów filmowych. Pojedyncze kadry stykają się pionowymi krawędziami, tworząc jedną, szeroką powierzchnię projekcji. Każdy projektor wyświetla ten sam zapętlony obraz brzegu morza, jednak obrazy te nie są ze sobą zsynchronizowane. Zgromadzeni w przestrzeni galeryjnej widzowie oglądają instalację znajdując się pomiędzy projektorami a ścianą, na którą wyświetlane są obrazy, zasłaniają więc światło, tworząc cienie. Choć materiał filmowy jest niemy, realizacji towarzyszy donośny dźwięk projektorów.

## Filmy i instalacje
- 2010: Time After-, pięciokanałowa instalacja wideo, wykorzystująca kamery internetowe
- 2009: Ovoids-Moving Images, czterokanałowa instalacja wideo
- 2009: Heaven’s Breath, sterowana przez pogodę instalacja cyfrowa
- 2008: Taking Time, cyfrowa instalacja w przestrzeni publicznej i instalacja internetowa
- 2006: Tree Studies, trzykanałowa, sterowana przez pogodę instalacja cyfrowa
- 2006: Trees in Winter, jednokanałowwa, sterowana przez pogodę instalacja cyfrowa
- 2005: Lost Lake #2, jednokanałowa instalacja wideo
- 2005: Windmill, instalacja (instalacyjna wersja filmu o tym samym tytule)
- 2004: Waterfall, jednokanałowa instalacja wideo
- 2004: Changing Light, interaktywna instalacja wideo
- 2003: At Sea, czterokanałowa instalacja wideo
- 2002: Tide Line, wersja #2 realizacji z 2000 prezentowana w kontenerze transportowym
- 2001: Drift, instalacyjna wersja filmu o tym samym tytule
- 2000: Tide Line, dwunastokanałowa instalacja wideo
- 1998: Lost Lake, szesnastokanałowa instalacja wideo
- 1994: Drift, 17 min., film
- 1992: Sea Pictures, 36 min., film
- 1990: Rainfall Film, instalacja filmowa
- 1988: Sky Light, 26 min., film
- 1986: Sky Light, sześcioekranowa instalacja filmowa
- 1983: Rainfall, instalacja filmowa
- 1980: Estuary, 55 min., film
- 1980: Estuary, instalacja, film, fotografie, wykresy i rysunki
- 1979: Shore Line II, sześcioekranowa instalacja filmowa
- 1979: Sea Shore, 6 min., film
- 1978: Wind Vane III, 20 min., trzyekranowa instalacja filmowa
- 1978: Cloud Fragments, 12 min., film
- 1977: Shore Line, sześcioekranowa instalacja filmowa
- 1976: Stream Line, 8 min., film
- 1975: Wind Vane II, 26 min., film
- 1975: Colour Separation, 2 min. 30 sek., film
- 1974: Windmill III, 10 min., film
- 1974: Seven Days, 20 min., film
- 1974: Anemometer, 10 min., film
- 1974: Tree, 5 min., film
- 1973: Fforest Bay, 5 min., film
- 1973: Running Film, 4 min., film
- 1973: Windmill II, 8 min., film
- 1973: Park Film, 7 min., film
- 1973: Winter and Summer, 5 min., film
- 1972: River Yar, 35 min., dwuekranowa instalacja filmowa (z Williamem Rabanem)
- 1972: Wind Vane, 8 min., dwuekranowa instalacja filmowa